# Nomeny
Nomeny és un municipi francès situat al departament de Meurthe i Mosel·la i a la regió del Gran Est. L'any 2007 tenia 1.135 habitants.

## Demografia

### Població
El 2007 la població de fet de Nomeny era de 1.135 persones. Hi havia 447 famílies, de les quals 124 eren unipersonals (44 homes vivint sols i 80 dones vivint soles), 131 parelles sense fills, 152 parelles amb fills i 40 famílies monoparentals amb fills.
La població ha evolucionat segons el següent gràfic:
Habitants censats

### Habitatges
El 2007 hi havia 500 habitatges, 460 eren l'habitatge principal de la família, 11 eren segones residències i 29 estaven desocupats. 398 eren cases i 98 eren apartaments. Dels 460 habitatges principals, 325 estaven ocupats pels seus propietaris, 120 estaven llogats i ocupats pels llogaters i 15 estaven cedits a títol gratuït; 3 tenien una cambra, 22 en tenien dues, 56 en tenien tres, 96 en tenien quatre i 283 en tenien cinc o més. 288 habitatges disposaven pel capbaix d'una plaça de pàrquing. A 222 habitatges hi havia un automòbil i a 191 n'hi havia dos o més.

### Piràmide de població
La piràmide de població per edats i sexe el 2009 era:
| Homes | Edats   | Dones |
| ----- | ------- | ----- |
| 0     | 95 o +  | 0     |
| 0     | 90 a 94 | 0     |
| 4     | 85 a 89 | 4     |
| 8     | 80 a 84 | 12    |
| 24    | 75 a 79 | 24    |
| 12    | 70 a 74 | 32    |
| 12    | 65 a 69 | 16    |
| 40    | 60 a 64 | 16    |
| 12    | 55 a 59 | 16    |
| 48    | 50 a 54 | 52    |
| 56    | 45 a 49 | 44    |
| 32    | 40 a 44 | 40    |
| 52    | 35 a 39 | 52    |
| 32    | 30 a 34 | 40    |
| 20    | 25 a 29 | 44    |
| 16    | 20 a 24 | 16    |
| 36    | 15 a 19 | 28    |
| 56    | 10 a 14 | 32    |
| 44    | 5 a 9   | 48    |
| 32    | 0 a 4   | 32    |

## Economia
El 2007 la població en edat de treballar era de 720 persones, 544 eren actives i 176 eren inactives. De les 544 persones actives 512 estaven ocupades (265 homes i 247 dones) i 32 estaven aturades (13 homes i 19 dones). De les 176 persones inactives 71 estaven jubilades, 63 estaven estudiant i 42 estaven classificades com a «altres inactius».

### Ingressos
El 2009 a Nomeny hi havia 459 unitats fiscals que integraven 1.167 persones, la mediana anual d'ingressos fiscals per persona era de 18.982 €.

### Activitats econòmiques
Dels 78  establiments que hi havia el 2007, 3 eren d'empreses extractives, 1 d'una empresa alimentària, 2 d'empreses de fabricació de material elèctric, 4 d'empreses de fabricació d'altres productes industrials, 9 d'empreses de construcció, 16 d'empreses de comerç i reparació d'automòbils, 4 d'empreses de transport, 5 d'empreses d'hostatgeria i restauració, 1 d'una empresa d'informació i comunicació, 3 d'empreses financeres, 3 d'empreses immobiliàries, 6 d'empreses de serveis, 17 d'entitats de l'administració pública i 4 d'empreses classificades com a «altres activitats de serveis».
Dels 20 establiments de servei als particulars que hi havia el 2009, 1 era una oficina d'administració d'Hisenda pública, 1 gendarmeria, 1 oficina de correu, 1 una oficina bancària, 4 tallers de reparació d'automòbils i de material agrícola, 1 paleta, 2 fusteries, 1 electricista, 1 empresa de construcció, 2 perruqueries, 1 veterinari, 2 restaurants, 1 agència immobiliària i 1 tintoreria.
Dels 4 establiments comercials que hi havia el 2009, 1 era una gran superfície de material de bricolatge, 1 una botiga de menys de 120 m², 1 una fleca i 1 una botiga d'electrodomèstics.
L'any 2000 a Nomeny hi havia 6 explotacions agrícoles.

## Equipaments sanitaris i escolars
L'únic equipament sanitari que hi havia el 2009 era una farmàcia.
El 2009 hi havia 1 escola maternal i 1 escola elemental. Nomeny disposava d'un col·legi d'educació secundària amb 371 alumnes.

## Poblacions més properes
El següent diagrama mostra les poblacions més properes.